# 外間守吉
外間守吉（1949年10月8日—）為一日本政治家、實業家，琉球姓氏為班姓。2005年8月29日起為第17任與那國町長。福山海運代表社員。沖繩縣八重山郡與那國町祖内出身。

## 略歷
1949年生。沖繩國際大學畢業。擔任過福山海運専務，從1978年至1990年任與那國町議會議員，於1986年起4年之間擔任町議會議長。現在為合資公司福山海運代表社員。於2005年因前與那國町長尾辻吉兼氏逝世，而參與町長補選。並受到自民黨、公明黨推薦參選，初次當選與那國町長。到任後，積極推動與臺灣之交流，希望與台灣直航，但被日本中央政府駁回。此後，他於2006年發表《與那國町自立宣言》，認為「中央若不管地方死活，『獨立』在所不惜」。

## 外部連結
- 与那国町長選挙 （页面存档备份，存于） （日語）
- 外間町長[永久] （日語）
- 2007年10月:台湾と沖縄－地域交流と経済 （页面存档备份，存于） （日語）

| 前任： 尾辻吉兼 | 第17任與那國町長 2005年8月29日— | 繼任： 絲數健一 |